# Idiomacromerus mirabilis
Idiomacromerus mirabilis är en stekelart som beskrevs av Zerova 2002. Idiomacromerus mirabilis ingår i släktet Idiomacromerus och familjen gallglanssteklar.
Artens utbredningsområde är Israel. Inga underarter finns listade i Catalogue of Life.